# Tour de France 1990
Tour de France 1990 var den 77. udgave af Tour de France og blev arrangeret fra 30. juni til 22. juli 1990. Greg LeMond tog den samlede sejr.

## Samlede resultat
|    | Rytter             | Hold                   | Tid      |
| -- | ------------------ | ---------------------- | -------- |
| 1  | Greg LeMond        | Z-Tomasso              | 90:43.20 |
| 2  | Claudio Chiappucci | Carrera Jeans-Vagabond | + 2.16   |
| 3  | Erik Breukink      | PDM                    | + 2.29   |
| 4  | Pedro Delgado      | Banesto                | + 5.01   |
| 5  | Marino Lejarreta   | Once                   | + 5.03   |
| 6  | Eduardo Chozas     | Once                   | + 9.14   |
| 7  | Gianni Bugno       | Chateau D'Ax           | + 9.39   |
| 8  | Raúl Alcalá        | PDM                    | + 11.14  |
| 9  | Claude Criquielion | Lotto-Superclub-MBK    | + 12.04  |
| 10 | Miguel Indurain    | Banesto                | + 12.47  |

## Etaperne
| Etape | Strækning                             | km       | Etapevinder         | Samlet             |
| ----- | ------------------------------------- | -------- | ------------------- | ------------------ |
| P     | Futuroscope - Futuroscope             | 6 (ITT)  | Thierry Marie       | Thierry Marie      |
| 1     | Futuroscope – Futuroscope             | 139      | Frans Maassen       | Steve Bauer        |
| 2     | Futuroscope – Futuroscope             | 45 (TTT) | Panasonic           | Steve Bauer        |
| 3     | Poitiers – Nantes                     | 228      | Moreno Argentin     | Steve Bauer        |
| 4     | Nantes – Mont Saint-Michel            | 203      | Johan Museeuw       | Steve Bauer        |
| 5     | Avranches – Rouen                     | 201      | Gerrit Solleveld    | Steve Bauer        |
| 6     | Sarrebourg – Vittel                   | 203      | Jelle Nijdam        | Steve Bauer        |
| 7     | Vittel – Épinal                       | 62 (ITT) | Raúl Alcalá         | Steve Bauer        |
| 8     | Épinal – Besançon                     | 182      | Olaf Ludwig         | Steve Bauer        |
| 9     | Besançon – Genève                     | 196      | Massimo Ghirotto    | Steve Bauer        |
| 10    | Genève – Saint-Gervais                | 119      | Thierry Claveyrolat | Ronan Pensec       |
| 11    | Saint-Gervais – Alpe d'Huez           | 183      | Gianni Bugno        | Ronan Pensec       |
| 12    | Fontaine – Villard-de-Lans            | 34 (ITT) | Erik Breukink       | Claudio Chiappucci |
| 13    | Villard-de-Lans – Saint-Etienne       | 149      | Eduardo Chozas      | Claudio Chiappucci |
| 14    | Le Puy-en-Velay – Millau              | 205      | Marino Lejarreta    | Claudio Chiappucci |
| 15    | Millau – Revel                        | 170      | Charly Mottet       | Claudio Chiappucci |
| 16    | Blagnac – Luz-Ardiden                 | 215      | Miguel Indurain     | Claudio Chiappucci |
| 17    | Lourdes – Pau                         | 150      | Dmitrij Konysjev    | Claudio Chiappucci |
| 18    | Pau – Bordeaux                        | 202      | Gianni Bugno        | Claudio Chiappucci |
| 19    | Castillon-la-Bataille – Limoges       | 183      | Guido Bontempi      | Claudio Chiappucci |
| 20    | Lac-de-Vassivière – Lac-de-Vassivière | 46 (ITT) | Erik Breukink       | Greg LeMond        |
| 21    | Brétigny-sur-Orge – Paris             | 183      | Johan Museeuw       | Greg LeMond        |